# Геминиды
Геминиды — один из самых мощных метеорных потоков. В 2011 году дал всплеск до 200 метеоров в час, что в 2 раза больше, чем у традиционного августовского потока Персеиды. Часто встречаются яркие метеоры и болиды.

## Описание
Наблюдается в первой половине декабря, максимум 13–14 декабря. Радиант потока находится в созвездии Близнецов вблизи Кастора. Предположительно, поток связан с астероидом (3200) Фаэтон (1983 TB).
Поток был открыт в конце XIX века. В пик активности наблюдается около 100 метеоров в час. Метеоры Геминид отличаются и большой яркостью. Много болидов. Поток летит не навстречу Земле, а догоняет её, потому скорость метеоров невысокая (около 35 км/с).